# Maserati
Maserati S.p.A. (кратко: Maserati — рус. «Мазера́ти») — итальянская компания, производитель эксклюзивных автомобилей спортивного и бизнес-класса. Основана 1 декабря 1914 года в Болонье, Италия. Эмблемой компании является трезубец Посейдона, элемент фонтана Нептуна в Болонье. Штаб-квартира находится в городе Модена, Италия. В настоящее время компанией владеет международный холдинг Stellantis. В 2017 году компания отгрузила продавцам рекордные в истории 51 500 автомобилей (в 1998 году было отгружено всего 518 автомобилей), в 2019 году количество произведённых автомобилей снизилось до 19 300.

## История

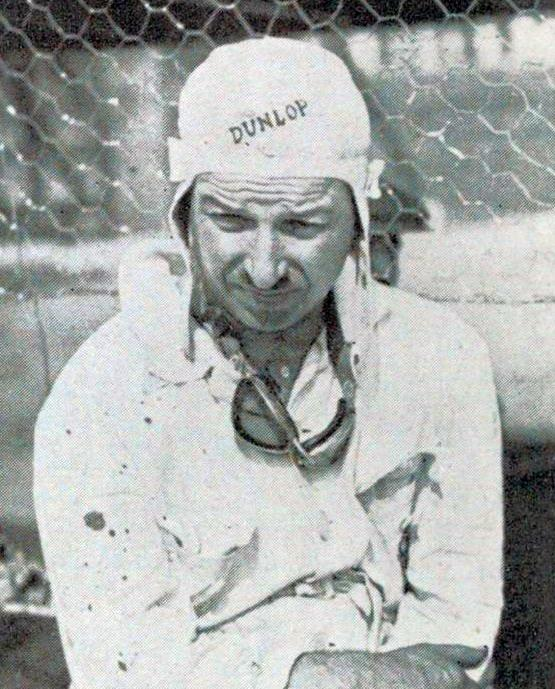
Альфьери Мазерати в 1930 году в Монце

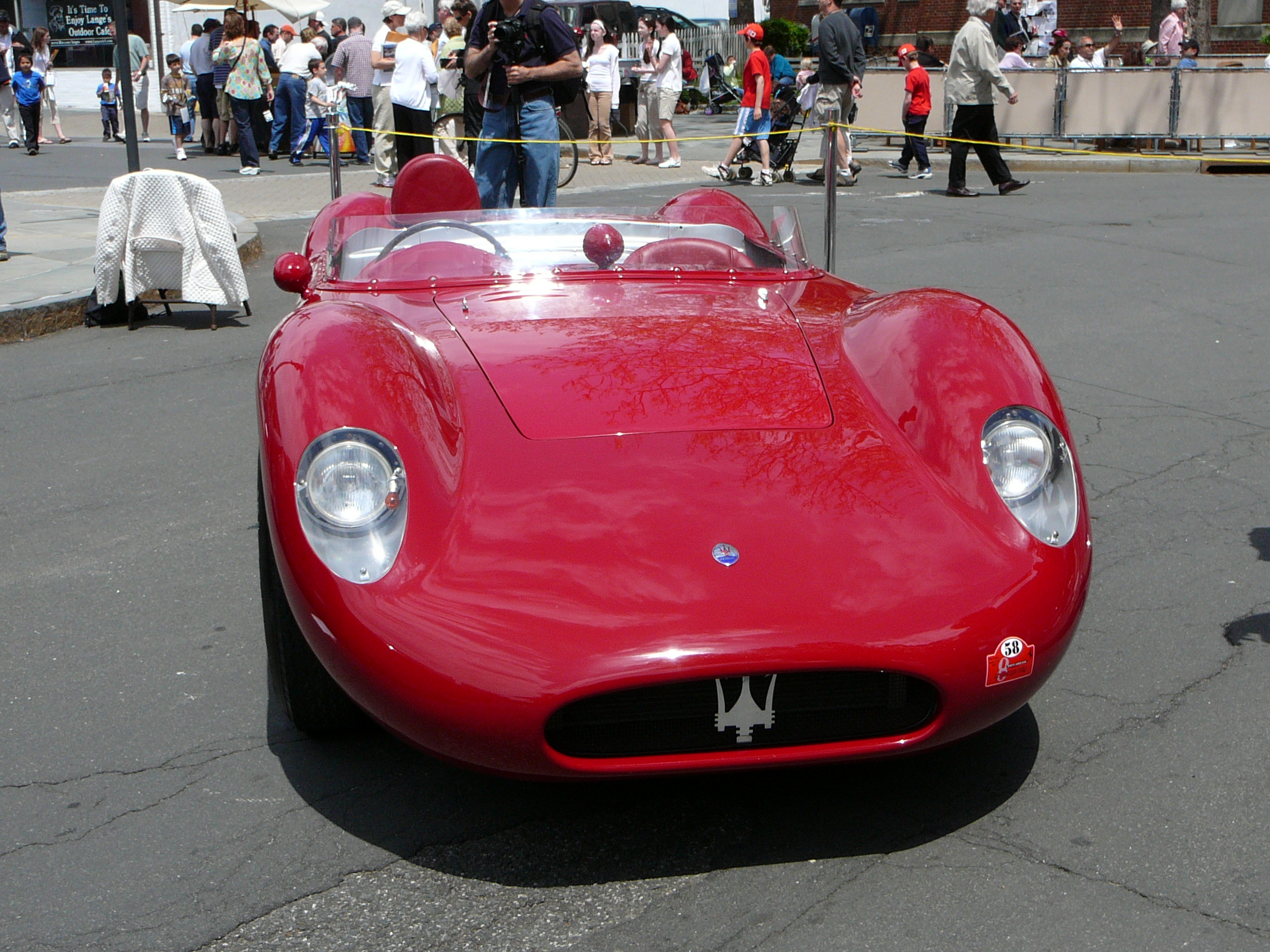
1957 Maserati 200SI на Scarsdale Concours

В семье Мазерати было шестеро братьев: Альфьери, Биндо, Карло, Этторе, Эрнесто и Марио. Марио посвятил себя искусству. Карло начал удачную карьеру автогонщика, но в 1919 году умер от туберкулёза. Альфьери, Биндо и Эрнесто работали в автомобильной фирме Isotta Fraschini. В 1914 году Альфьери решил открыть собственную мастерскую в окрестностях Болоньи. Вскоре к нему присоединились двое младших братьев — Биндо и Эрнесто, и они вместе построили спортивный автомобиль с двухлитровым двигателем. В 1926 году при финансовой поддержке Диато братья основали компанию Maserati. Компания начала выпускать автомобили с 4-, 6-, 8- и 16-цилиндровыми двигателями. Один из первых Maserati, управляемый Альфьери, победил в 1926 году в Targa Florio.
Художник Марио разработал эмблему компании — трезубец. В 1932 году скончался Альфьери, однако оставшиеся три брата — Биндо, Этторе и Эрнесто — продолжили дело компании.

### Орси

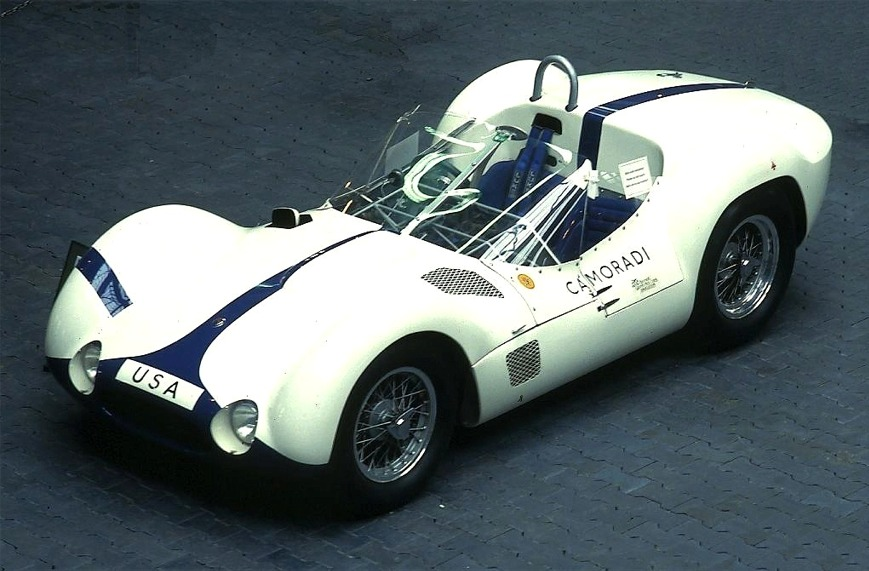
Maserati Birdcage

В 1937 году оставшиеся братья продали компанию Maserati семье Орси, которая в 1940 году перенесла штаб-квартиру компании в родной город Модена, где она и находится до настоящего времени. Семья Орси сделала ставку на выпуск исключительно спортивных автомобилей. Братья продолжили работать в компании, выполняя роль инженеров на основании 10-летнего контракта. В гоночных сериях команда также часто одерживала победы, несмотря на участие немецких гоночных гигантов, таких как «Ауди» или «Мерседес». В 1940 году Maserati одержала победу в Индианаполисе.
Во время Второй мировой войны компания работала для нужд итальянской армии. В это время Maserati соперничала в разработке автомобиля с V16 для Бенито Муссолини с Фердинандом Порше из Volkswagen, который построил один для Адольфа Гитлера. Они потерпели неудачу в этой попытке, и планы были пересмотрены. Как только мирное соглашение было подписано, Maserati вернулась к производству автомобилей серии Maserati A6, и участию в автогонках. По окончании 10-летнего контракта братья покинули компанию семьи Орси и основали собственную новую компанию под названием O.S.C.A..

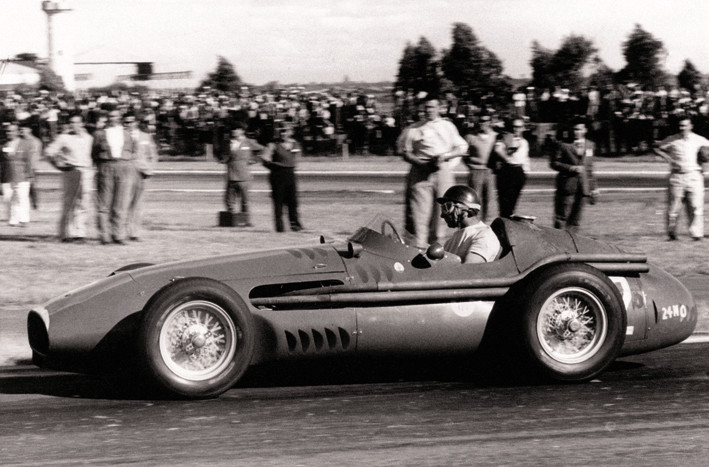
Maserati 250F

Известный аргентинский пилот Хуан Мануэль Фанхио в 1950-х годах участвовал в гонках на автомобилях Maserati и в 1957 году на автомобиле Maserati 250F одержал победу в чемпионате мира по автогонкам в классе «Формула-1». Кроме того, следует признать успешными другие модели — 200S, 300S, 350S, 450S, и последовавшей в 1961 году знаменитой Maserati Birdcage. Компания Maserati отказалась от участия в соревнованиях между фабриками-производителями автомобилей после несчастного случая на гонках Mille Miglia в Guidizzolo (1957), но продолжила строить гоночные автомобили для отдельных заказчиков, желающих принимать участие в гонках от собственного лица и не поддерживаемых ни одной из автомобильных компаний.

1959 Maserati 5000GT купе

После 1957 года Maserati сконцентрировалась на создании дорожных машин, а главный конструктор Джулио Альфьери создал оснащённый шестицилиндровым двигателем Maserati 3500 2+2 купе с алюминиевым корпусом.

### «Ситроен»
В 1968 году в компании произошли большие перемены — она была продана компании «Ситроен». По некоторым данным стоимость сделки составила один миллиард лир. Адольфо Орси сохранил номинальную должность президента, однако политика Maserati сильно изменилась. Машины стали производиться в невиданном доселе темпе — до двух автомобилей в день. Ситроен позаимствовал опыт и двигатель Maserati для создания модели Citroën SM и других моделей, а также Мазерати объединил некоторые свои технологии с технологиями Ситроен, например, гидравлическую подвеску.

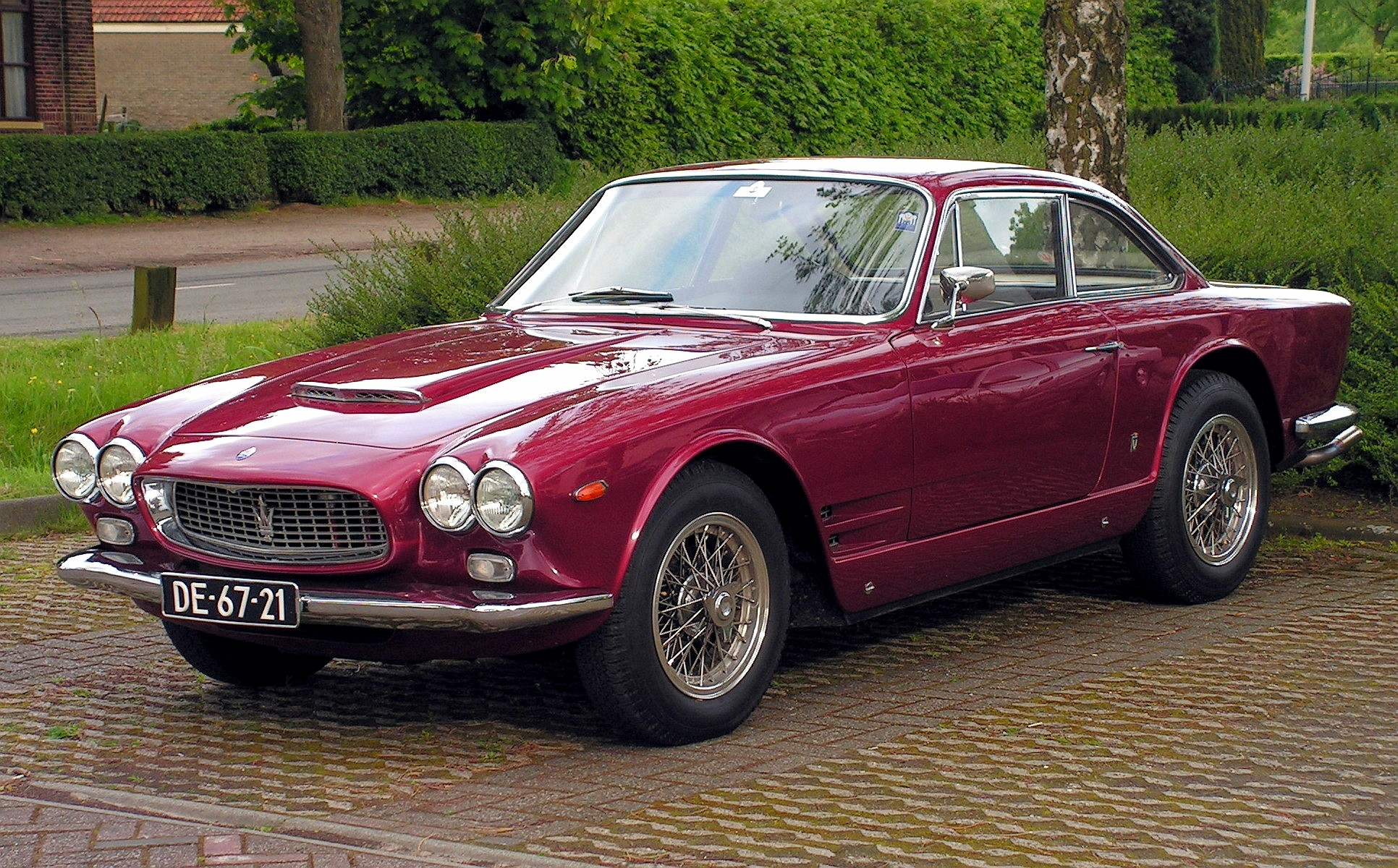
Maserati 3500gti

В 1970-е годы линейка Maserati состояла из известных и престижных моделей: купе Maserati Merak с двигателем V6 рабочим объёмом 2965 см³, Maserati Bora с мотором V8 в 4719 см³, Maserati Khamsin c мотором V8 в 4930 см³, а также роскошного седана Maserati Quattroporte тоже с двигателем V8 в 4236 см³. Однако разразившийся в 1970-е годы нефтяной кризис вынудил сократить объём сделок на авторынке, и особенно пострадал рынок спортивных автомобилей. В связи с этим в 1974 году компания «Ситроен» была вынуждена начать процедуру банкротства и 23 мая 1975 года новая управляющая компания PSA Peugeot Citroën, контролирующая «Мазерати», объявила о её ликвидации.

### «Де Томазо»
В 1975 году компанию Maserati приобрёл известный гонщик и конструктор Алессандро Де Томазо, основатель автомобильной компании De Tomaso. Новый модельный ряд Maserati был представлен в 1976 году и включал в себя Maserati Kyalami и Maserati Quattroporte III.

В 1982 году была создана новая относительно дешёвая модель Maserati Biturbo с мотором V6, оснащённым двойным турбонаддувом, объёмом 2 литра и мощностью 180 л. с. Автомобили с двигателями объёмом свыше двух литров облагались большими налогами в Италии. Настолько большими, что те ощутимо «ударяли по карманам» даже обеспеченных людей. Эта модель пользовалась большим спросом. Появление «Biturbo» стало сенсацией. Во время экономического кризиса и взлетающих цен на бензин компания смогла по-новому взглянуть на саму идею суперкара. Она создала маленькую «двухдверку» классической компоновки. Зато миниатюрный салон представлял собой царство кожи и дерева. Центральную консоль украшали часы в золотом корпусе. Задумывая «Biturbo», владелец компании Maserati Алессандро Де Томазо рассуждал примерно следующим образом: 

«Продавать огромные прожорливые суперкары сейчас невозможно. Однако с маленькой эксклюзивной машиной можно рассчитывать на успех. Компактное купе должно получиться лёгким и экономичным. Большой мотор ему не нужен…»

 Ставка оправдала себя. «Biturbo» легко вошла в этот мир и стала сразу обрастать модификациями. Появилась экспортная версия с двигателем 2,5 литра и распределённым впрыском. Также в конце 1980-х были разработаны два новых купе: Maserati Shamal и Maserati Ghibli II, которые были представлены в 1990 и 1992 годах соответственно. Внешность «Shamal» создавал знаменитый стилист Марчелло Гандини. Он даже оставил свой «автограф» на кузове в виде выреза задней колёсной арки особой формы. Мощность этих автомобилей достигала 326 л. с. Эра «Biturbo» для «Мазерати» закончилась в 1997 году.

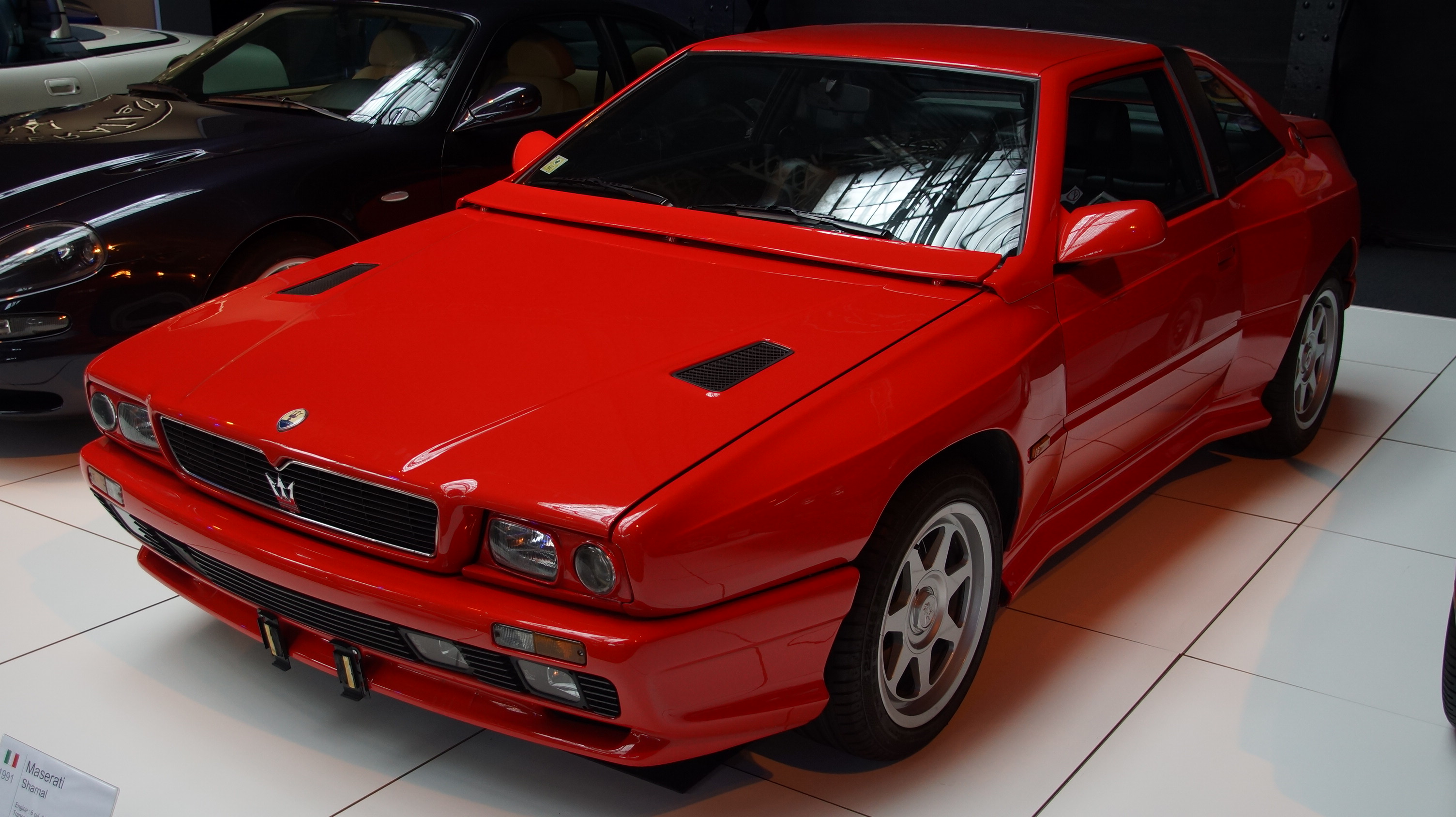
Maserati Shamal

Кроме того, с 1988 года Maserati поставляет 4-цилиндровые моторы рабочим объёмом 2,2 л для комплектации американского Chrysler TC, производимого компанией «Крайслер», которую возглавлял давний друг Де Томазо Ли Якокка.

### FIAT
В мае 1993 года компания Maserati стала собственностью концерна FIAT. Были сделаны значительные вложения, из-за чего многие считают это возрождением Maserati.
В 1999 году началась новая глава истории Maserati, которая была открыта новой моделью 3200 GT. Это было двудверное купе, оснащённое двигателем V8 объёмом 3,2 литра с турбонаддувом мощностью 370 л. с. Автомобиль разгонялся с 0 до 60 миль в час за 5 секунд. Максимальная скорость составляла 285 км/ч (177 миль/ч).

### «Феррари»
В 1997 году FIAT передала пакет из 50 % акций Maserati в долгосрочное пользование «Феррари» (в то время контролируемое также концерном FIAT). В 1999 году «Феррари» получила полный контроль над компанией и преобразовала «Мазерати» в подразделение элитных автомобилей. В это же время строится новый завод взамен устаревшего 1940-х годов.

### Maserati сегодня
В 2011 году Maserati представила свой первый концепт-кар кроссовера Kubang. «Kubang, концептуальный автомобиль, который заменяет прошлое, оставаясь верен этому, отмечая путь к будущему технологического превосходства, которое заботится об окружающей среде, характеризуемой безошибочными конструктивными особенностями» — сообщается на официальном сайте.
В 2014 году Maserati продала 36 448 автомобилей: Ghibli — 23 500 единиц, Quattroporte — 9500 единиц и 3500 автомобилей — GranTurismo.
В первой половине 2016 года началось серийное производство кроссовера Levante — первого внедорожника компании.
В 2019 году продажи Maserati в России сократились на 44 %, было продано 76 экземпляров.
С 2020 года все будущие модели Maserati будут гибридами или чистыми электромобилями, компания станет развивать беспилотные технологии. На автомобилях появится Highway Assist — автопилот второго уровня, адаптивный круиз-контроль с функцией удержания в полосе, помогающий водителю во время движения по шоссе.

## Модели Maserati

### Модельный ряд

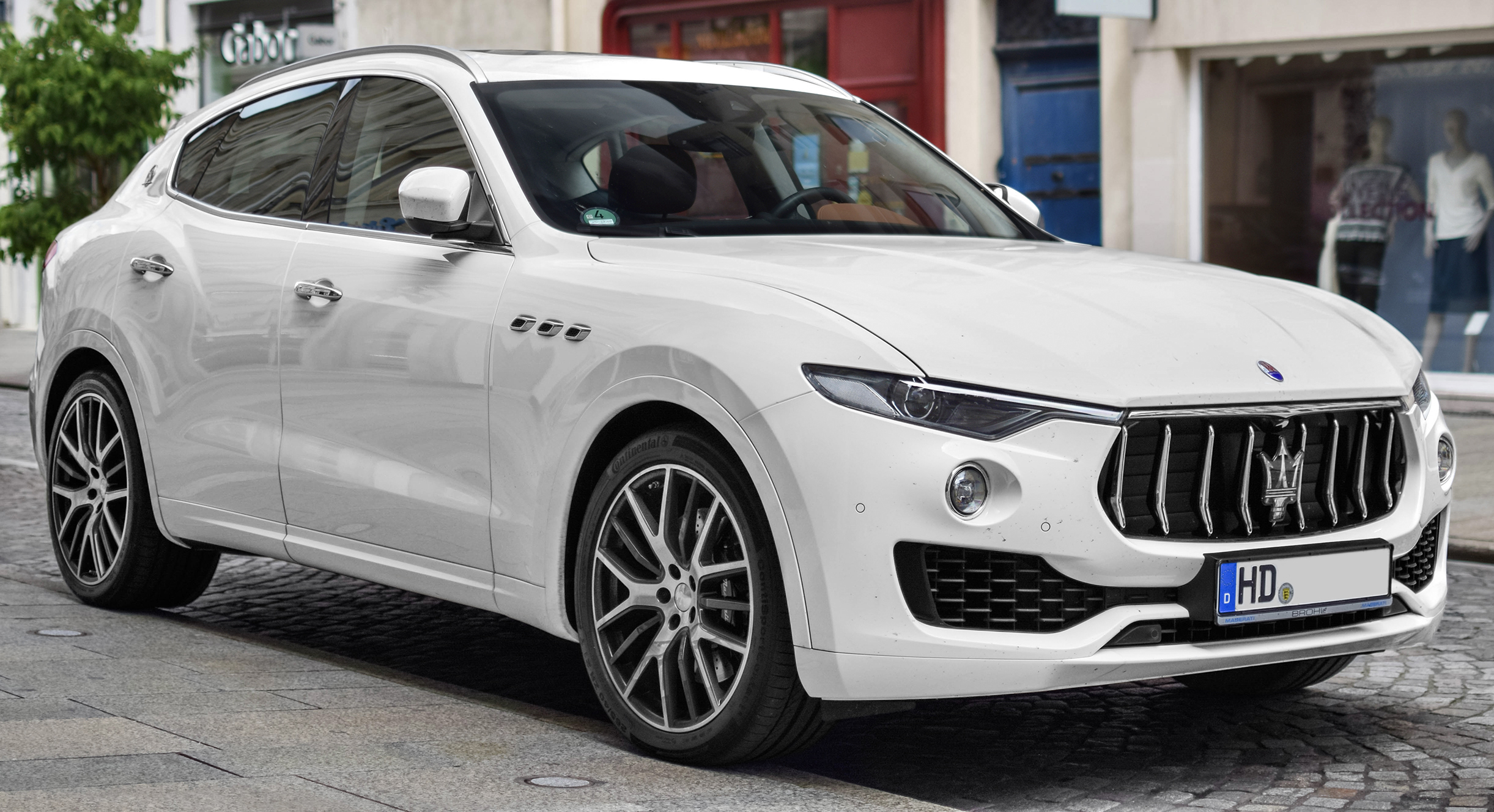
Levante

- Maserati Ghibli III — седан бизнес-класса.
- Maserati GranCabrio — четырёхместный кабриолет.
- Maserati GranTurismo — четырёхместное купе.
- Maserati Grecale — четырёхместный кроссовер.
- Maserati Levante — четырёхместный кроссовер.
- Maserati Quattroporte — четырёхдверный спортивный седан.

### Ранее выпущенные модели

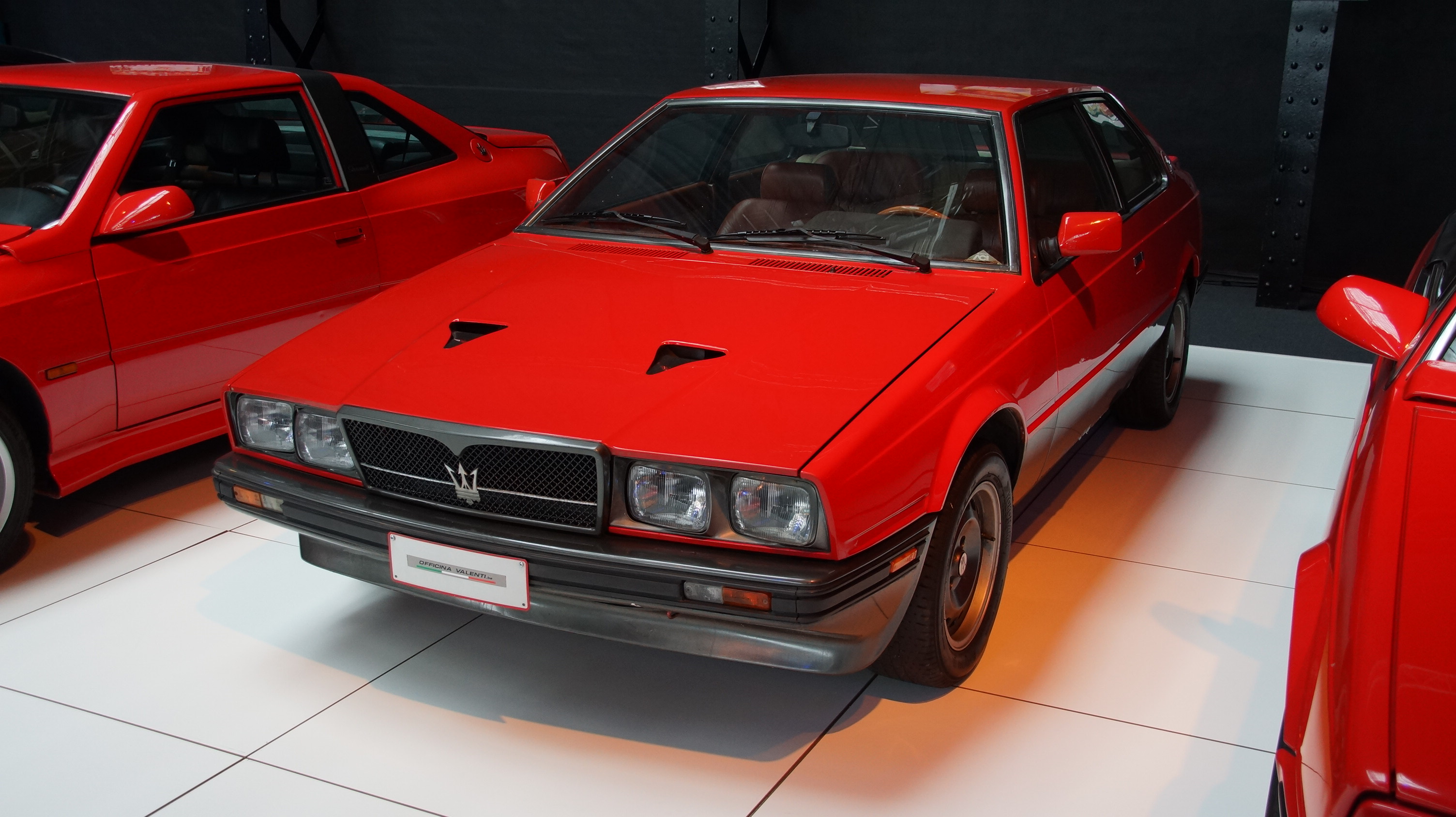
Maserati Biturbo S

- Maserati 3200 GT
- Maserati 420/430
- Maserati 4300 GT Coupe
- Maserati Biturbo
- Maserati Coupe
- Maserati Ghibli
- Maserati Gransport
- Maserati Spyder
- Maserati MC12
- Maserati Merak
- Maserati Mexico
- Maserati Indy
- Maserati Khamsin
- Maserati Kyalami

## Галерея

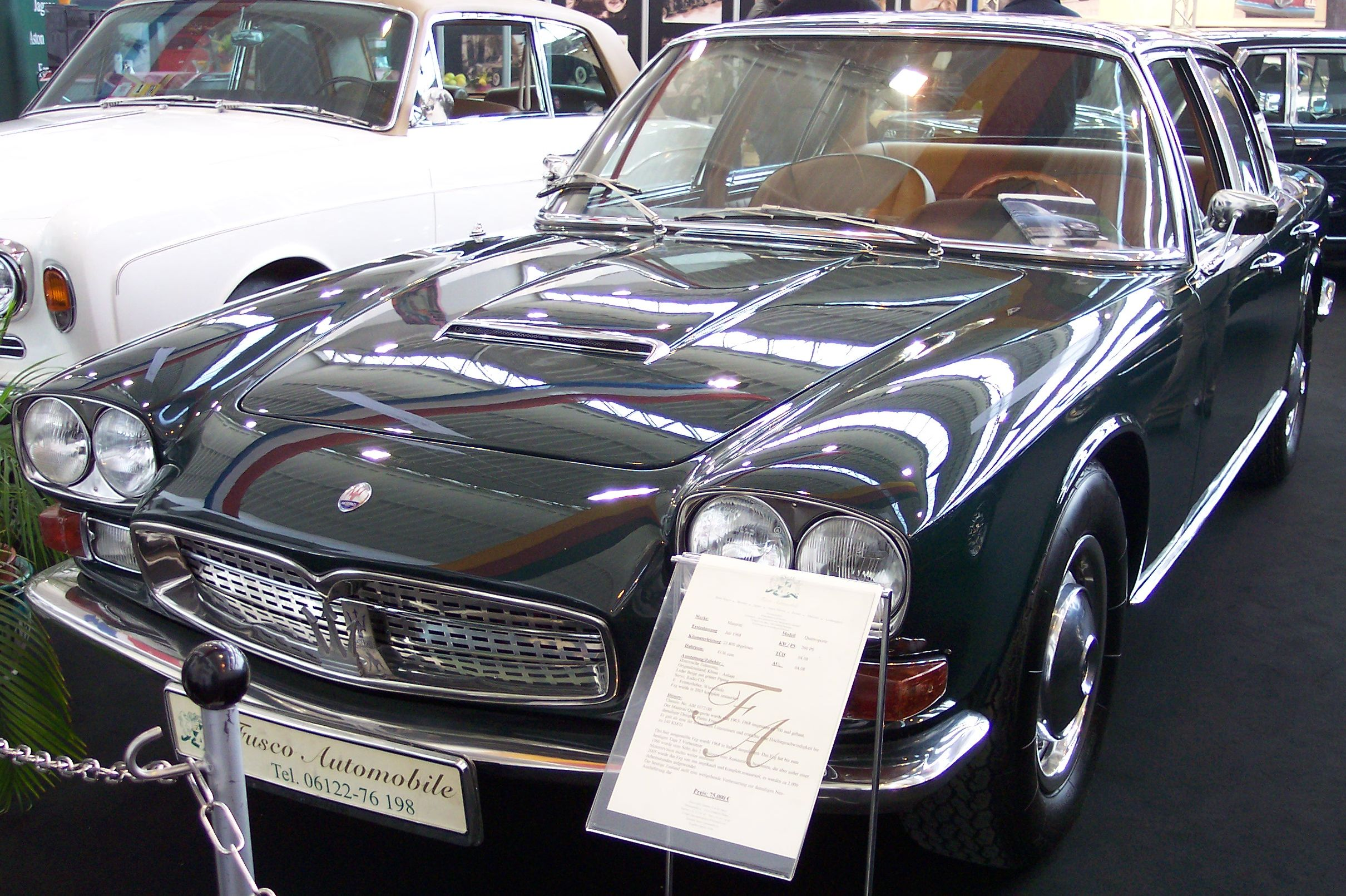
Maserati Quattroporte 1968 года
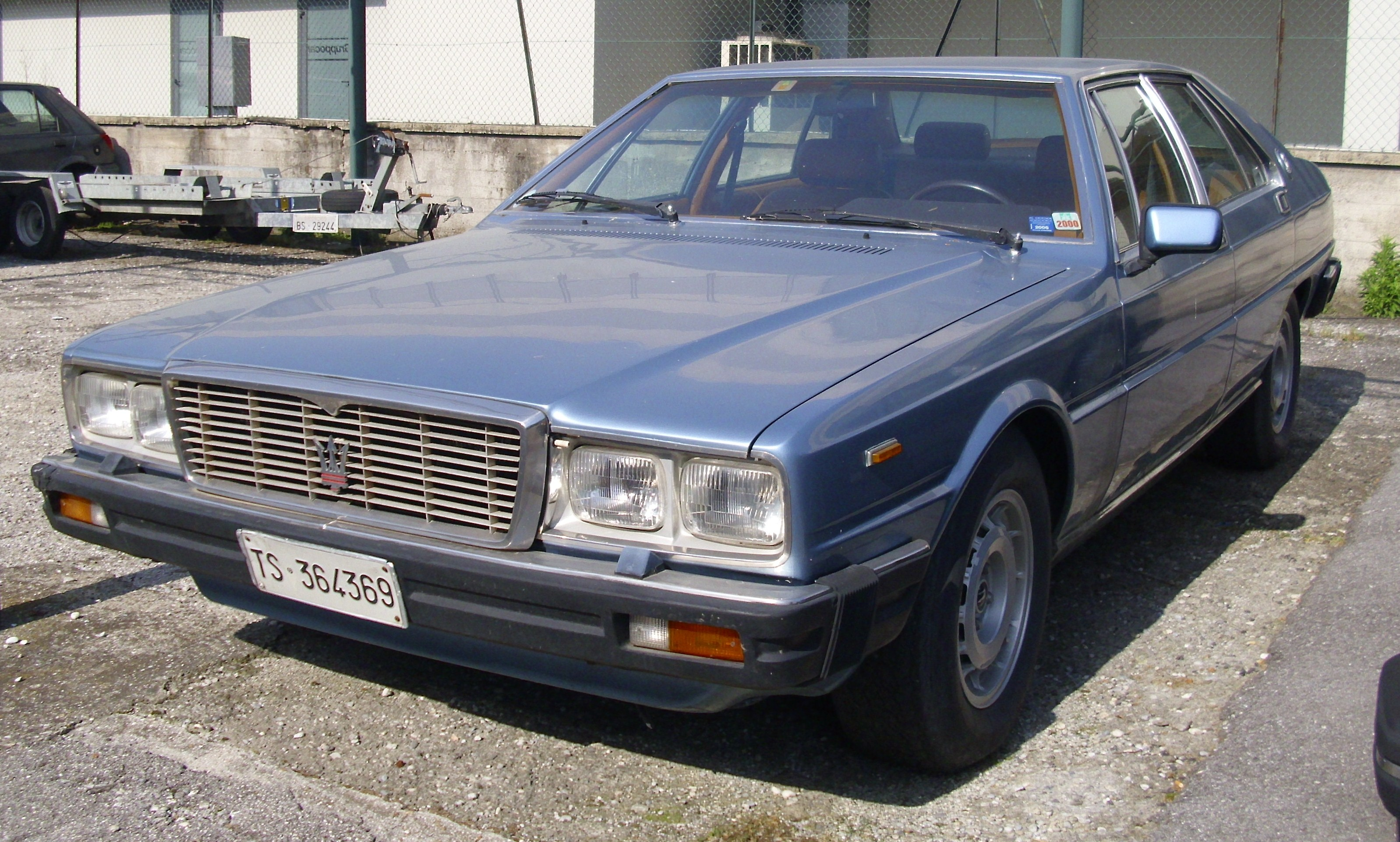
Maserati Quattroporte 3
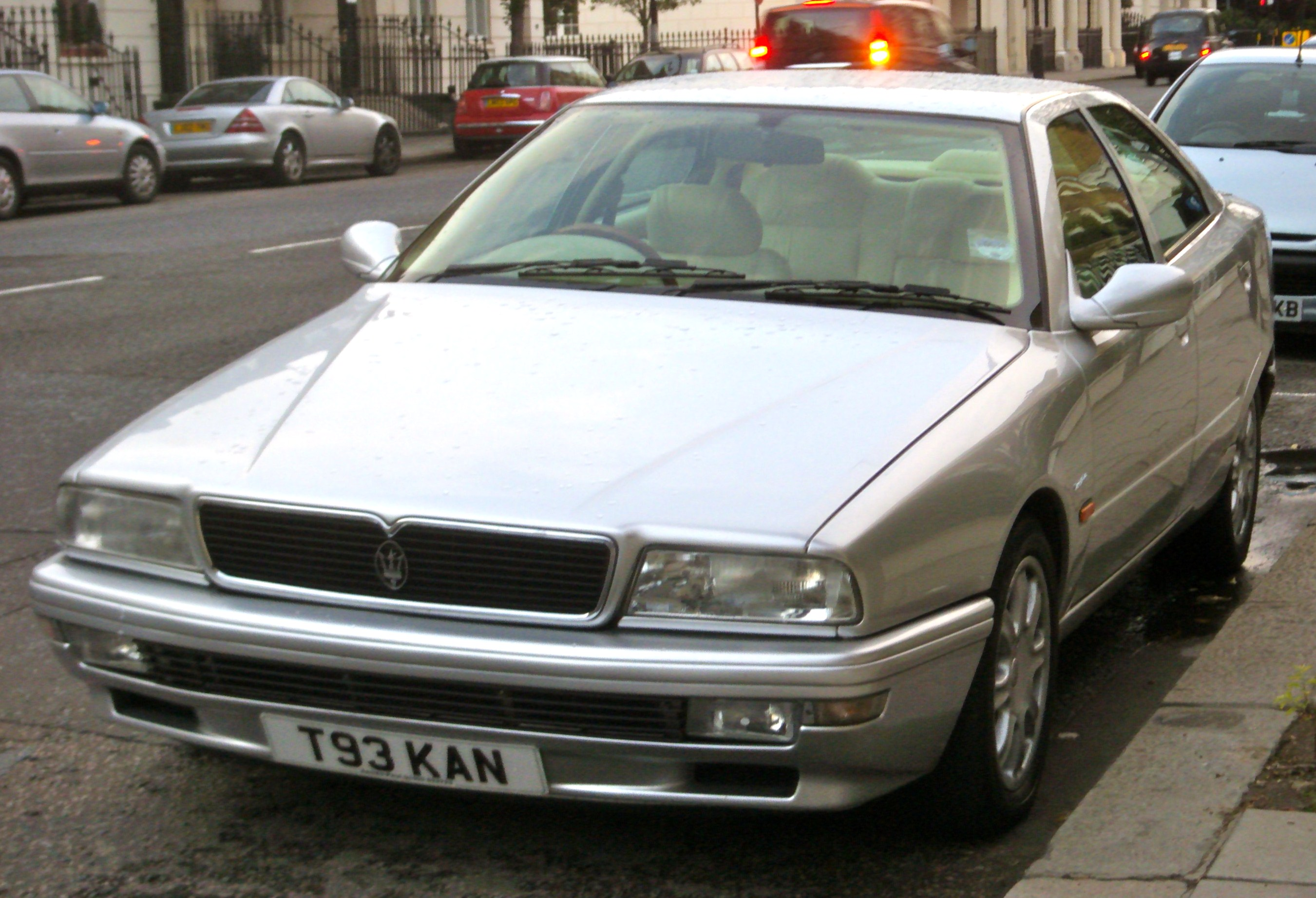
Maserati Quattroporte 4
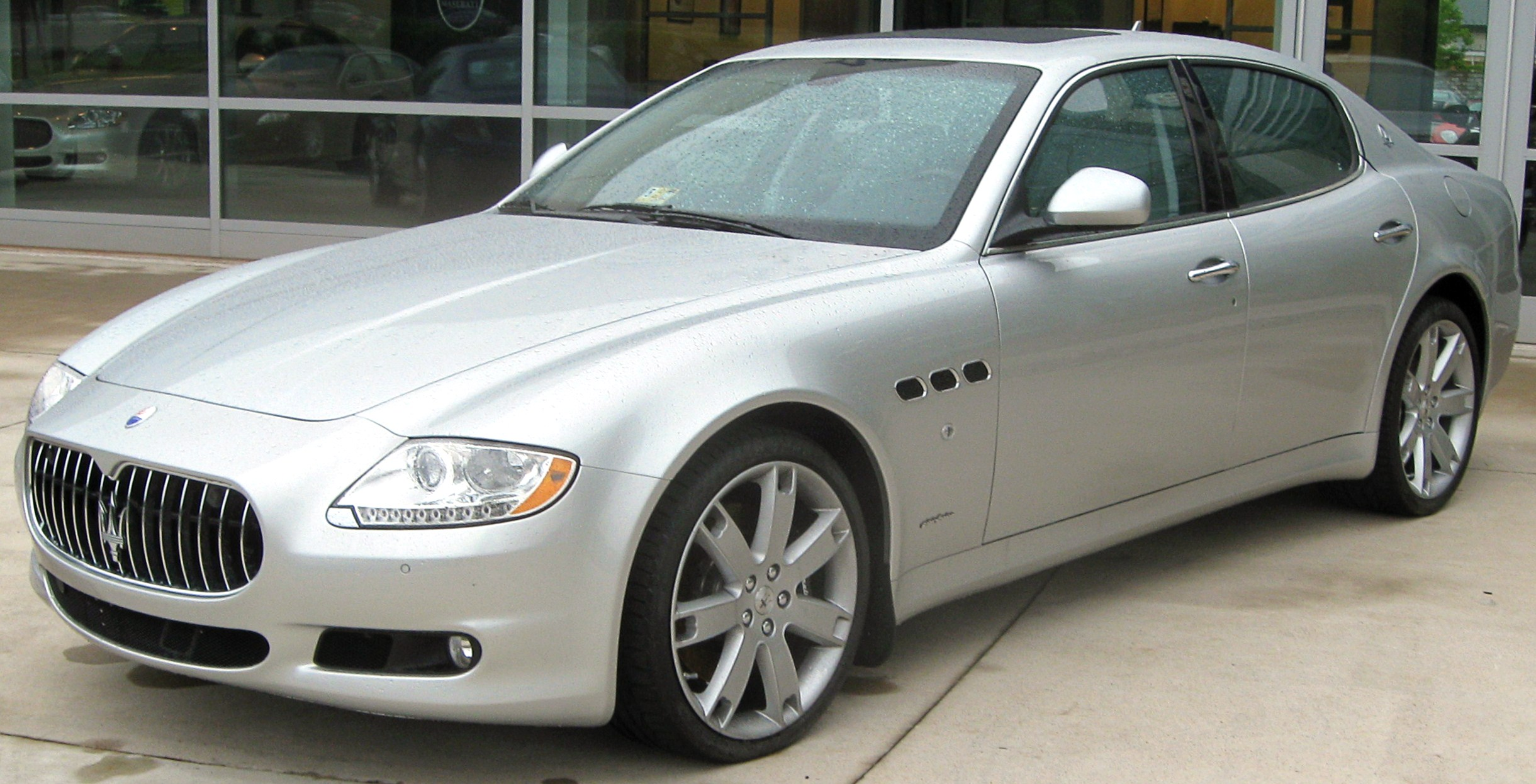
Maserati Quattroporte 5
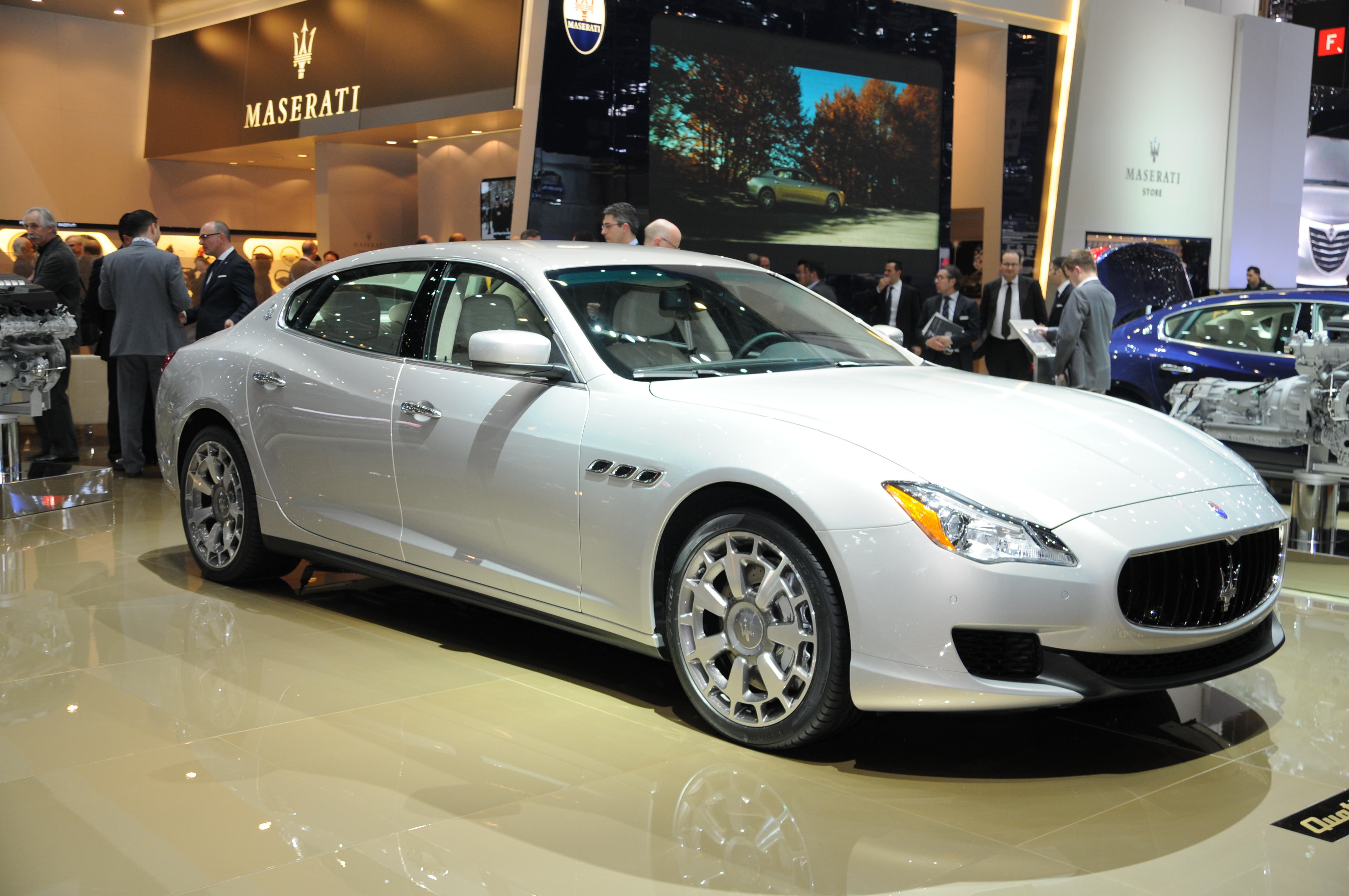
Maserati Quattroporte 6
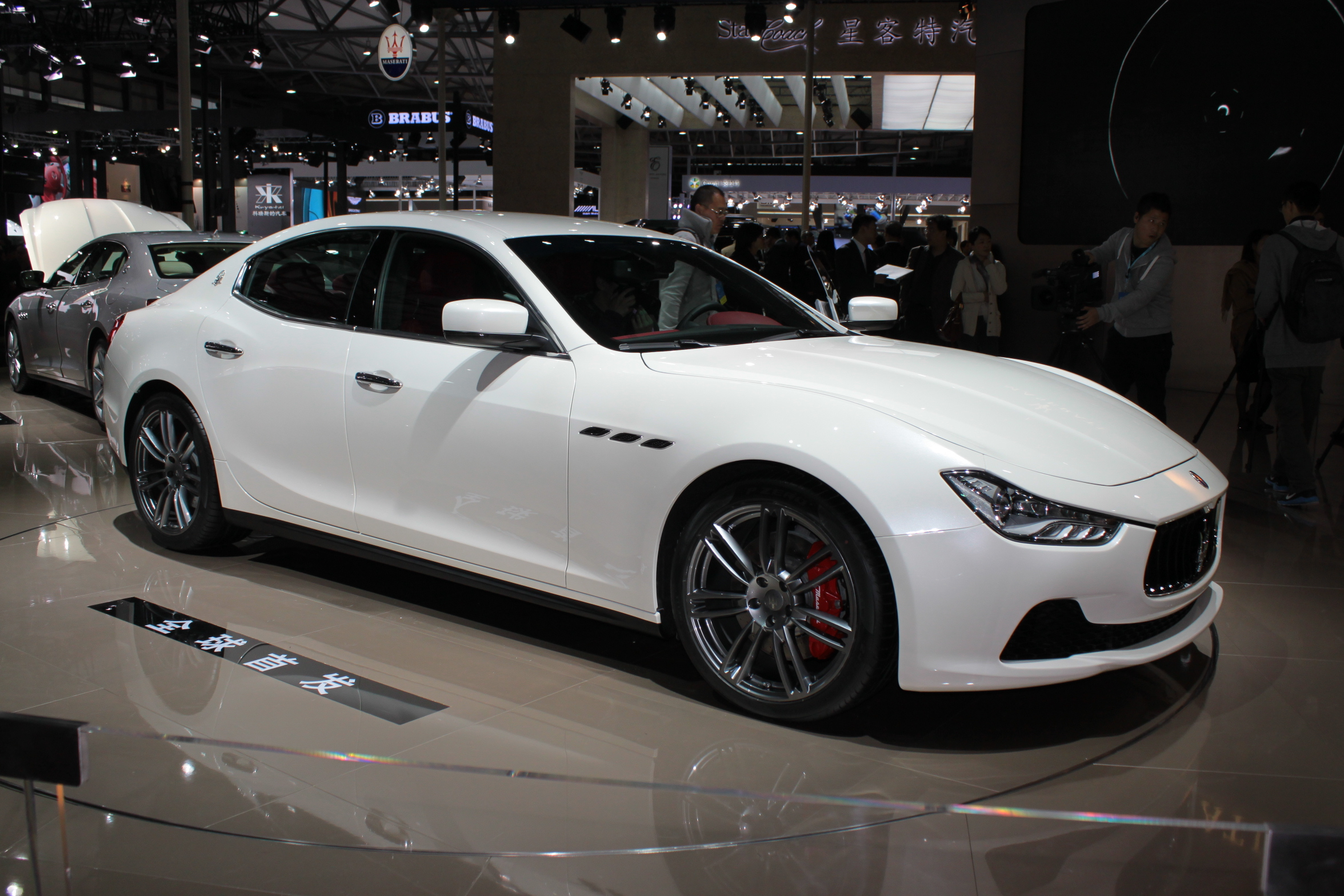
Maserati Ghibli III
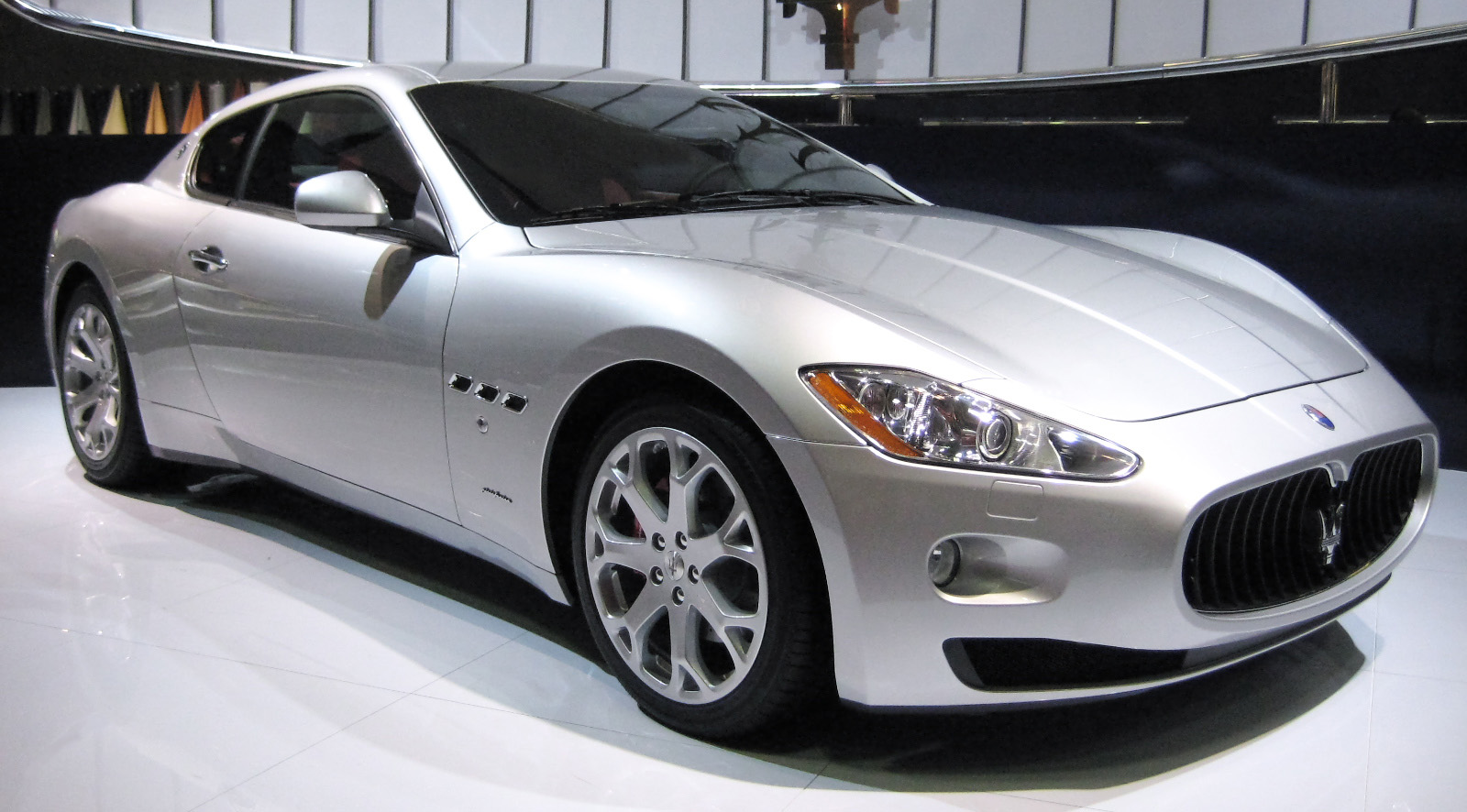
Maserati GranTurismo
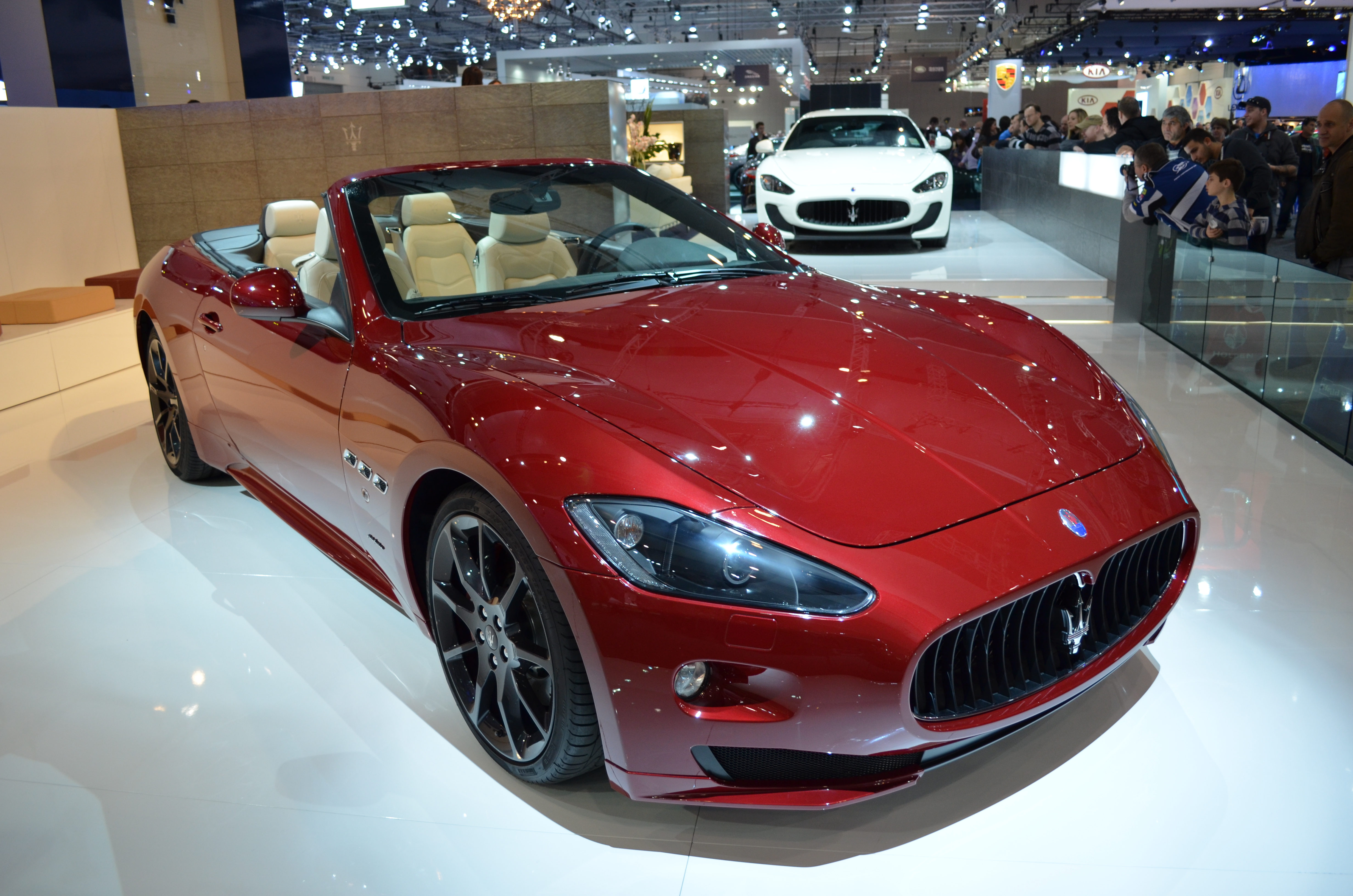
Maserati GranCabrio
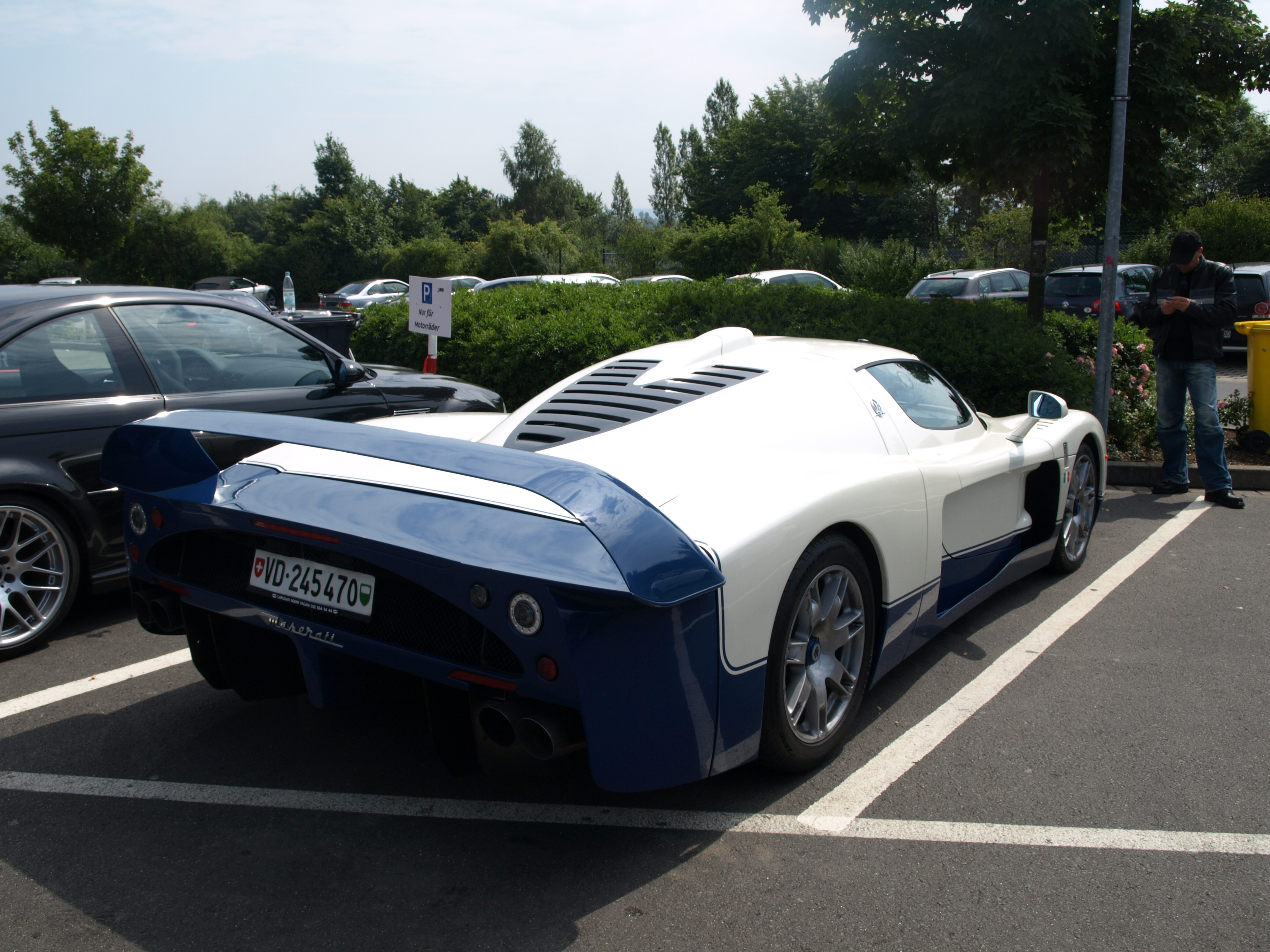
Maserati MC12
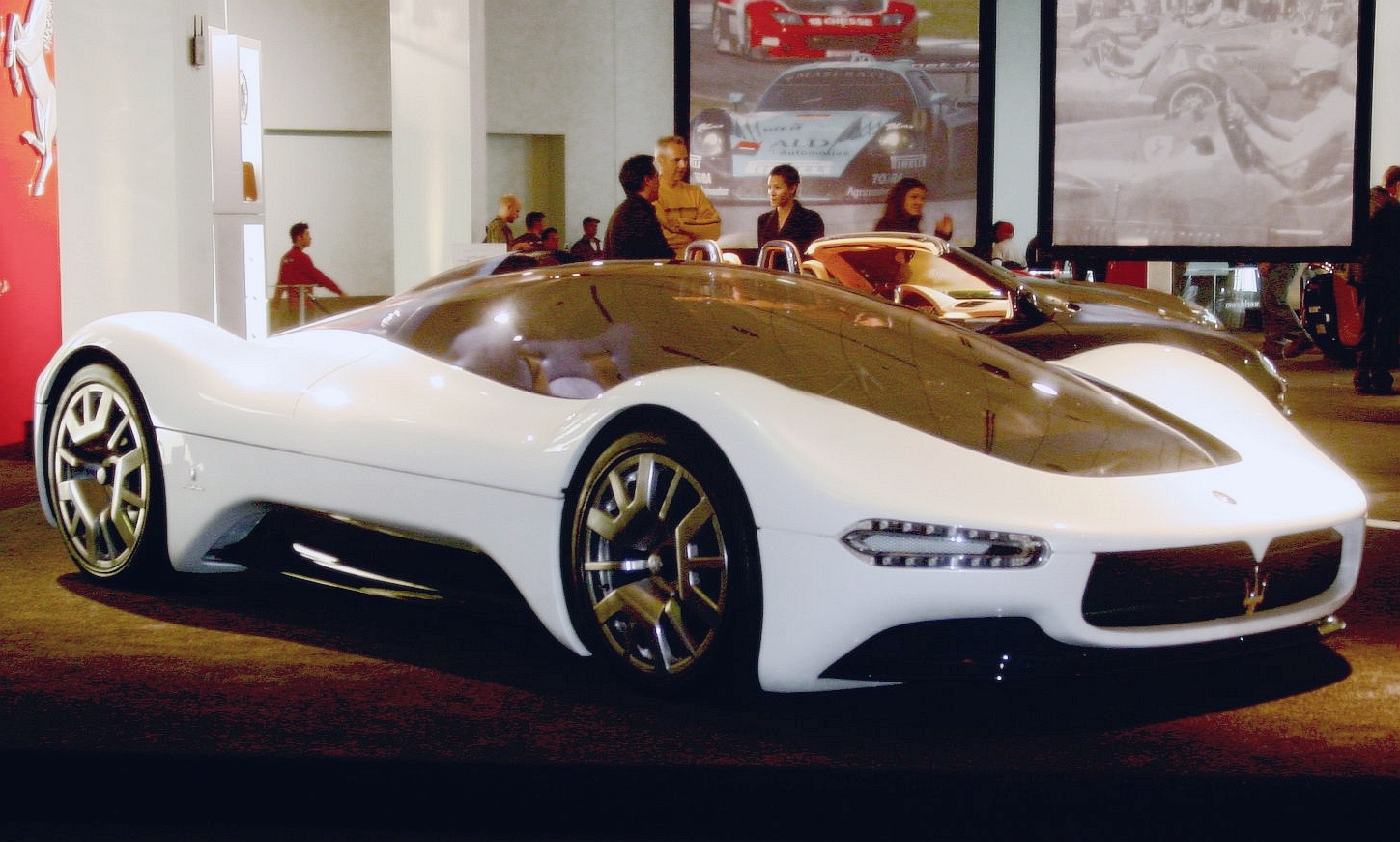
Birdcage 75th
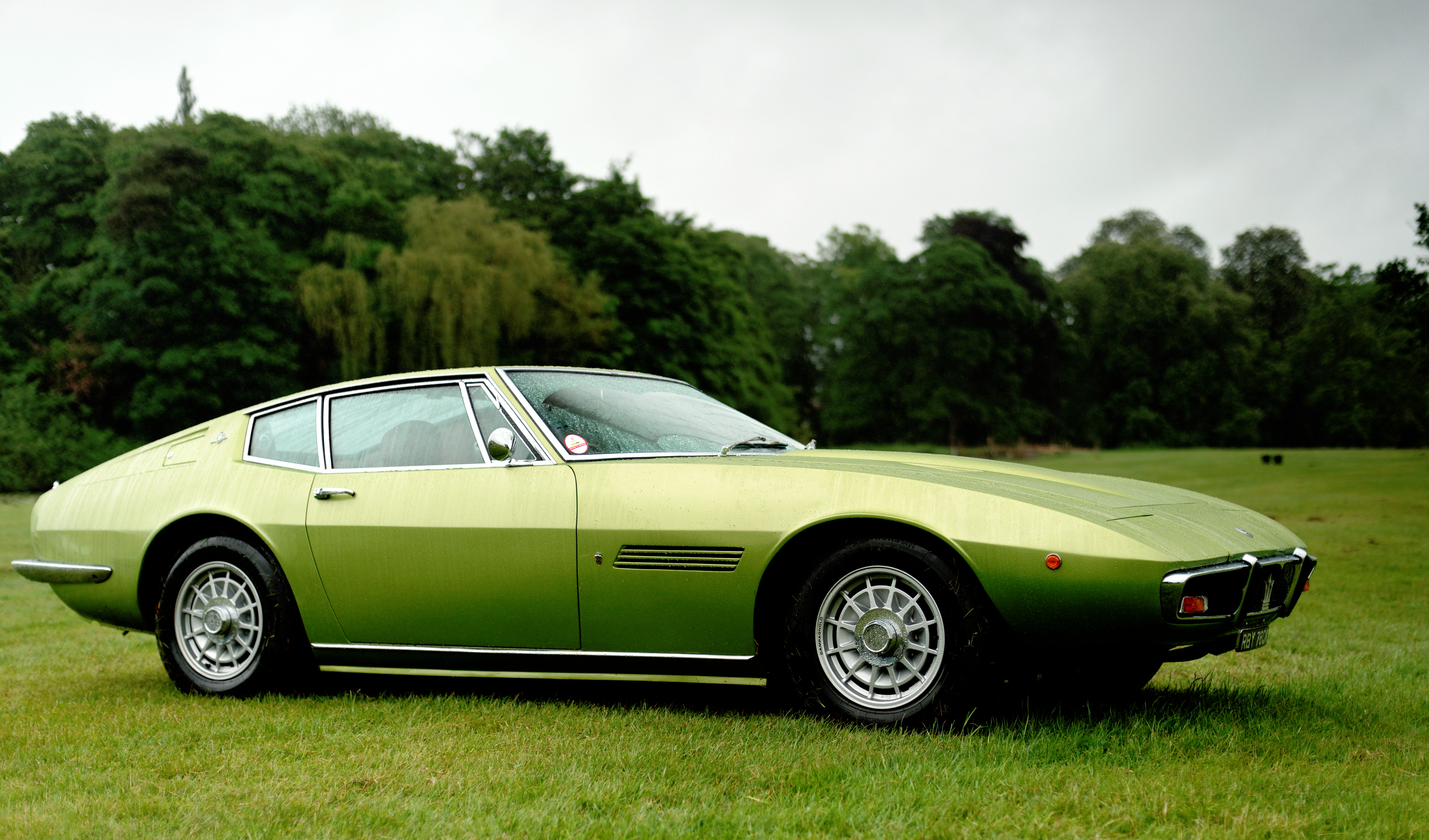
1971 Maserati Ghibli SS 4.9 Coupe
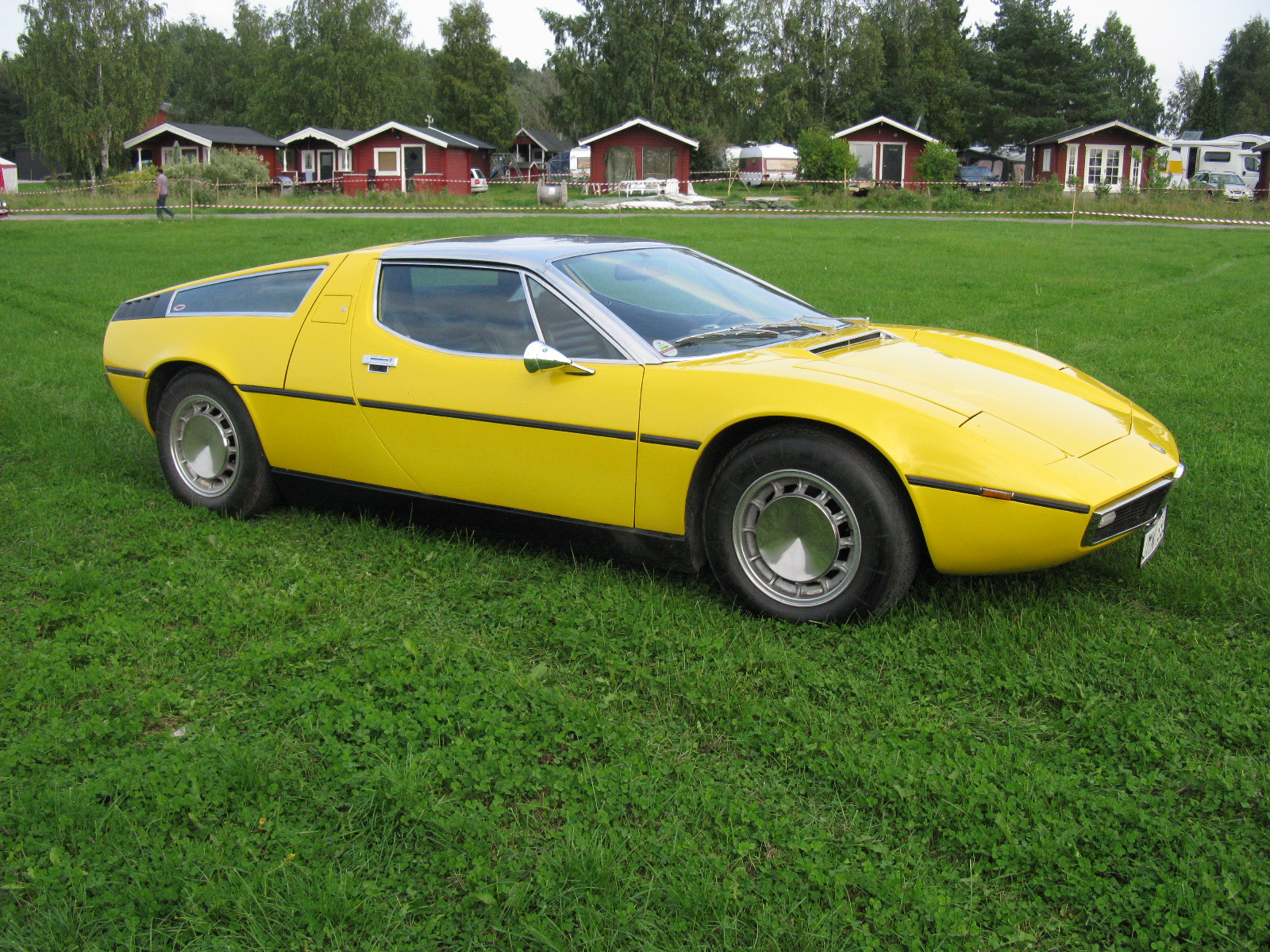
Bora